# Olio di semi di zucca
L'olio di semi di zucca è un alimento che si ricava tipicamente dai semi delle piante Cucurbita pepo, Cucurbita maxima e Cucurbita moschata o altre specie di cucurbitaceae comunemente chiamate "zucche".  Dai semi delle diverse specie e varietà di zucche si producono oli relativamente simili fra loro e simili a quelli prodotti dai semi di altre cucurmitaceae, come la Cucumis melo ( melone ). L'olio di semi di zucca è una specialità gastronomica in alcune regioni appartenute all'Impero austro-ungarico, oggi sud-est dell'Austria (Stiria), nell'est della Slovenia (Bassa Stiria e Prekmurje), nella Transilvania centrale, nella regione Orăștie-Cugir della Romania, nel nord ovest della Croazia (specialmente nella regione del Međimurje), in Voivodina e nelle adiacenti regioni dell'Ungheria.

## Olio di semi di zucca stiriano
Lo Steirisches Kürbiskernöl (olio di semi di zucca della Stiria austriaca) e lo Štajersko prekmursko bučno olje (olio di zucca della regione oltre il fiume Mura e della Stiria slovena) sono due prodotti protetti dall'Unione europea con la denominazione di origine protetta (DOP).
La loro produzione è destinata principalmente al consumo locale con una piccola percentuale esportata da Austria e Slovenia.
L'olio di semi di zucca stiriano viene ottenuto da una varietà locale di zucca, la Cucurbita pepo subspecie pepo variante 'stiriaca', anche nota come variante oleifera, caratterizzata da semi con guscio scuro di minimo spessore. L'olio di semi di zucca viene prodotto ed utilizzato nel sud della Stiria almeno dal XVIII secolo. La prima fonte certa di produzione di olio di semi di zucca in Stiria (da un contadino di Gleinstätten) data al 18 febbraio 1697, ma la mutazione da cui si ricava il caratteristico colore verde dell'olio stiriano è emersa solo nel XIX secolo. Alcune ricerche attribuiscono ad una comune origine austriaca lo sviluppo di genotipi caratterizzati da semi senza guscio .

## Tipi di semi
Per la produzione dell'olio di semi di zucca, storicamente si procedeva alla rimozione manuale del tipico guscio ligneo che riveste i semi. Dal XIX secolo per la produzione dell'olio sono state privilegiate specie e varietà con semi aventi un guscio minimo o senza guscio. I semi di zucca, tipicamente bianchi con e senza guscio producono un olio giallo pallido più economico del tipico olio di semi di zucca stiriano. Nuovi produttori di semi si trovano in Cina e India. I semi scuri sono caratterizzati da protoclorofille nel sottile clorenchima che riveste i semi. Le diverse specie e varietà di zucche hanno semi con un contenuto oleoso che varia dal 28 al 52,1% localizzato nelle piccole goccioline lipidiche contenute nelle cellule cotiledoni.

## Caratteristiche

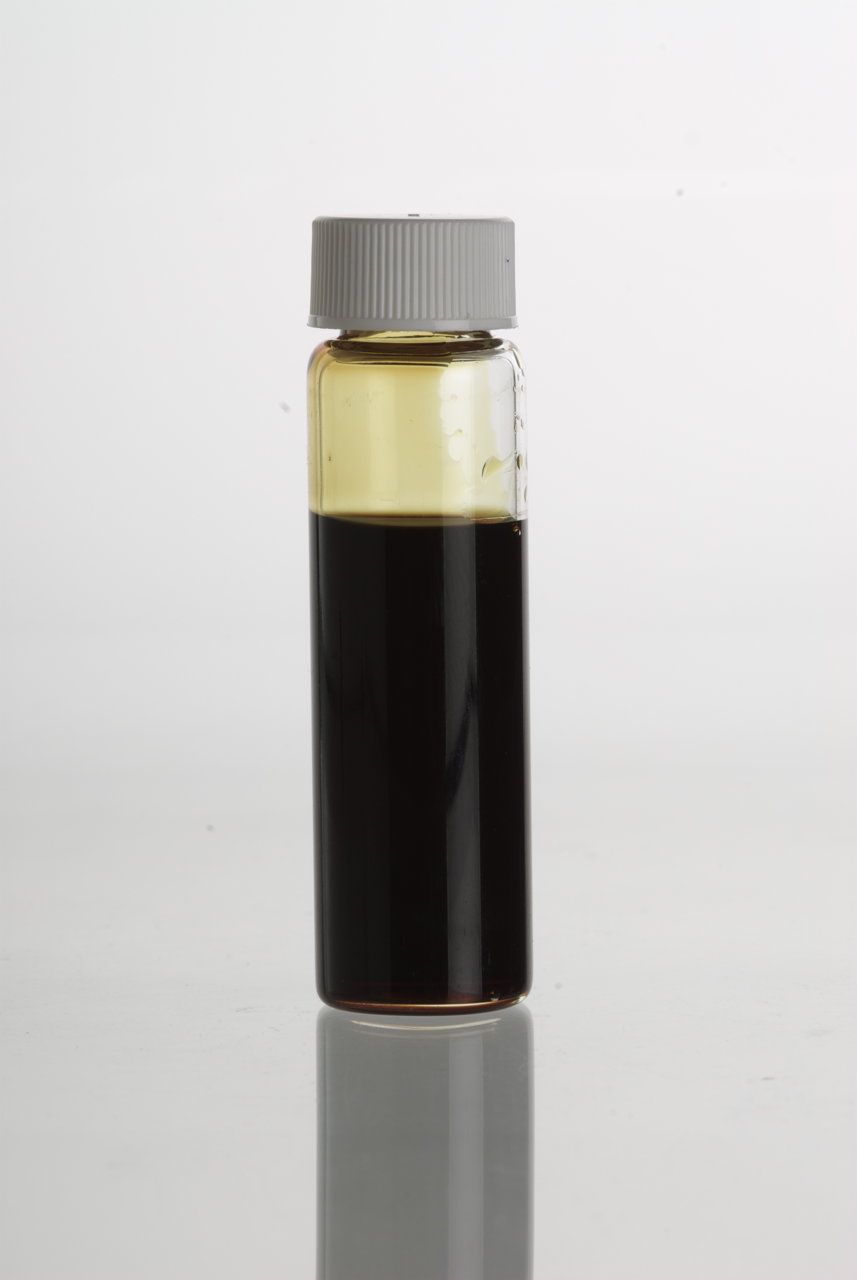
Olio di semi di zucca stiriano in una fiala di vetro trasparente

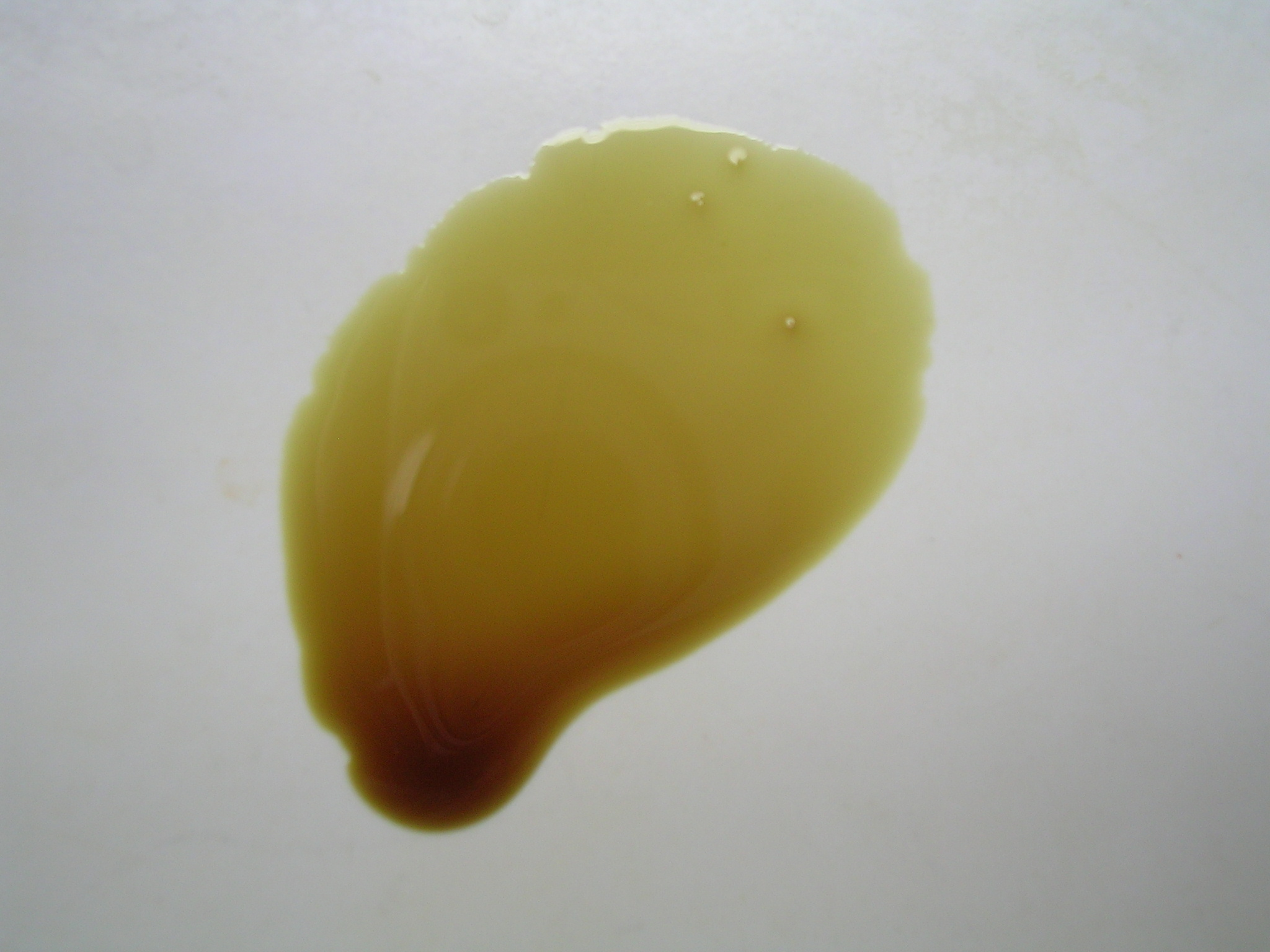
Una goccia su un piatto bianco per mostrare il dicromatismo

L'olio di semi di zucca è di colore giallo pallido o se prodotto da semi scuri può avere un colore che va dal verde chiaro al verde molto scuro, fino al rosso scuro a seconda dello spessore del campione osservato. Può apparire verde in strati sottili e rosso in strati spessi per un fenomeno ottico chiamato dicromatismo. L'olio di semi di zucca stiriano è una delle sostanze con il più elevato dicromatismo. Il suo indice di dicromatismo di Kreft è -44. Il colore rosso può dipendere dalla concentrazione di carotenoidi (circa 15 ppm) di cui la luteina rappresenta circa il 50%. Quando viene miscelato allo yogurt, torna ad essere verde brillante e viene talvolta detto "verde-oro".
Il processo di tostatura dei semi conferisce all'olio un marcato aroma di nocciola.

### Caratteristiche chimico fisiche
Le caratteristiche chimico fisiche degli oli vegetali possono variare sensibilmente in funzione del processo di raffinazione. Tutte le diverse specie e varietà di zucca producono un olio ad alto tenore di acidi grassi insaturi che si presenta come sostanza oleosa, liquida a temperatura ambiente.
Non esistono standard internazionali dell'olio di semi di zucca :
| Caratteristiche chimico fisiche dell'olio di semi di zucca | Caratteristiche chimico fisiche dell'olio di semi di zucca |
| ---------------------------------------------------------- | ---------------------------------------------------------- |
| Densità relativa                                           | 0,903 – 0,926                                              |
| indice di rifrazione                                       | 1,466 – 1,474                                              |
| numero di saponificazione                                  | 174 – 197                                                  |
| numero di iodio                                            | 116 - 133                                                  |

Il numero di iodio relativamente alto, dovuto alla presenza di molti legami insaturi denota una specifica suscettibilità all'auto-ossidazione ed all'inrancidimento, maggiore negli oli di semi di zucca ricchi di sostanze fotosensibili, come le protoclorofille.

## Composizione
In tutti gli oli vegetali la composizione può variare in funzione della cultivar, delle condizioni ambientali, della raccolta e della lavorazione. La caratterizzazione dell'olio di semi di zucca, potendo provenire da specie e varietà diverse è ancor più complessa. È composto prevalentemente da trigliceridi con una distribuzione di acidi grassi dove il totale degli acidi grassi insaturi (mono e polinsaturi) può raggiungere lo 87% negli oli ricavati da semi scuri contro il 77% in oli ricavati da semi bianchi. I principali acidi grassi individuati in tutti i diversi oli di semi di zucca sono: acido linoleico, acido oleico, acido palmitico, acido stearico. Questi 4 acidi grassi rappresentano oltre il 98% degli acidi grassi individuati negli oli di semi di zucca.
| Acido grasso    | Notazione delta | Percentuale negli oli da semi bianchi | Percentuale negli oli da semi scuri/verdi |
| --------------- | --------------- | ------------------------------------- | ----------------------------------------- |
| Acido palmitico | 16:0            | 10,7                                  | 5,7                                       |
| Acido stearico  | 18:0            | 8,1                                   | 6,2                                       |
| Acido oleico    | 18:1Δ9c         | 30,0                                  | 34,9                                      |
| Acido linoleico | 18:2Δ9c,12c     | 48,5                                  | 52,1                                      |

A seconda della diversa specie o varietà oltre che della temperatura al momento della semina tipicamente l'acido linoleico prevale nettamente sull'acido oleico, ma varie analisi su varietà prodotte nel mediterraneo (Italia , Tunisia, Libia ecc..) hanno individuato concentrazioni di acido oleico superiori di quelle dell'acido linoleico.
Un'analisi dell'olio estratto con solvente o distillazione supercritica dai semi di ciascuna di dodici cultivar di C. maxima cresciute nello Iowa ha prodotto i seguenti intervalli di percentuale dei diversi acidi grassi:
| Acido grasso       | Notazione delta | Intervallo percentuale |
| ------------------ | --------------- | ---------------------- |
| Acido miristico    | 14:0            | 0,09-0,27              |
| Acido palmitico    | 16:0            | 12,6-18,4              |
| Acido palmitoleico | 16:1Δ9c         | 0,12-0,52              |
| Acido stearico     | 18:0            | 5,1-9                  |
| Acido oleico       | 18:1Δ9c         | 17,0-39,5              |
| Acido linoleico    | 18:2Δ9c,12c     | 36,2-62,8              |
| Acido linolenico   | 18:3Δ9c,12c,15c | 0,34-0,82              |
| Acido arachico     | 20:0            | 0,26-1,12              |
| Acido gadoleico    | 20:1Δ11c        | 0-0,17                 |
| Acido beenico      | 22:0            | 0,12-0,58              |

Il contenuto di steroli e tocoli è fortemente influenzato dai processi di produzione e raffinazione.La tostatura dei semi comporta una drastica variazione nel tenore di steroli e tocoli. La concentrazione totale di steroli nei semi non tostati è stata rilevata pari a 1710 mg/Kg, nell'olio pari a 4030 mg/Kg.
Il profilo degli steroli vede una chiara preponderanza di steroli Δ7, cioè con un doppio legame tra l'atomo di carbonio in posizione 7 e quello in posizione 8, in particolare del α-spinasterolo non comune in altri oli vegetali.

## Uso in cucina
L'olio di semi di zucca ha un intenso sapore di nocciola ed è ricco di acidi grassi polinsaturi. L'olio brunito ha un sapore amaro. L'olio di semi di zucca viene anche utilizzato come condimento per l'insalata. Il tipico condimento stiriano consiste in olio di semi di zucca e aceto di sidro. L'olio è anche usato nei dessert, dando al gelato alla vaniglia un gusto di nocciola. È considerato una vera prelibatezza in Austria e in Slovenia e alcune gocce vengono aggiunte alla zuppa di zucca e ad altri piatti locali.

## Effetti sulla salute
Come altri oli vegetali con un minimo tenore di acidi grassi saturi l'olio di semi di zucca è considerato un nutrimento antiaterogenico e antitrombogenico.
Le comuni produzioni di zucche per uso alimentare, sono state selezionate per essere "libere" da cucurbitacina o altri triterpeni tetraciclici ossigenati e si presume che contengano un gene soppressore o una mutazione responsabile dell'assenza di cucurbitacina. Tuttavia, si possono verificare mutazioni casuali che possono portare a piante con frutti tossici e amari.
Come preparato estratto dai semi di zucca, l'olio è inserito nella farmacopea tedesca e come medicina erbale viene citato in varie monografie.Nell'utilizzo tradizionale, supportato da alcuni studi clinici, si ritiene che la somministrazione di olio di semi di zucca possa ridurre i sintomi dell'iperplasia prostatica benigna con: diminuzione della portata urinaria, diminuzione della frequenza di minzione notturna e ridotta sensazione di minzione difficile e dolorosa.